# 萬田美子
萬田 美子（まんだ みこ、1979年5月29日 - ） は、日本のローカルタレント。有限会社おーくぼんに所属し、福岡県を拠点に活動していたが、一身上の都合で退職。福岡県直方市出身。

## 人物・来歴
詳細は基礎情報を参照。いずれも地元の直方市立直方第三中学校、福岡県立筑豊高等学校を卒業。高校ではバレーボール部のキャプテンだった。
KBC九州朝日放送の人気番組「ドォーモ」で企画された素人水着写真集（撮影：山岸伸）のモデルとして採用されたのがきっかけで芸能界に入る。そのまま番組に定着し、各コーナーのレポーターとして番組に毛を添える。
綺麗でも可愛くもないが長身巨乳で田舎タレントとして活躍。
普段は母親が地元で営む飲食店を手伝い、テレビ出演、ロケや地元イベントのMCなどの仕事が入るとタレント業をする。
2012年8月21日を以ってドォーモを卒業。同時にタレント業からも退く。

### ドォーモでのエピソード
- 番組内の企画で、「キューティーハニー」のバトルスーツを、この映画の主演女優であった佐藤江梨子以外で唯一装着し恥を晒した。
- 身長は170センチ、バストは95センチのGカップといわれているが、スリーサイズは変動しやすいらしく、時折 番組で半強制的なダイエット企画をさせられている。しかし、持ち前の明るさで乗り切っている。
- 13歳時A、14歳時D、15歳時E、18歳時F
- 陣内孝則初監督の映画『ロッカーズ（ROCKERS）』に胸を強調したOL役で出演。

## 出演

### テレビ
- ドォーモ（KBCテレビ）
- 激安!！絶対に欲しい!地デジ開局記念!ドォーモの絶対得するTV （KBCテレビ）
KBCが地上デジタル放送を始めたのは、全国でも最後発となる2006年12月1日。
この日の夜に、同時に地デジを開始した。
5局ネットで放送されたこの番組において、ビキニスタイルの水着姿を披露し、地上デジタル放送の開始をアピールした。
KBC九州朝日放送、ncc長崎文化放送、KAB熊本朝日放送、OAB大分朝日放送、KKB鹿児島放送
- アイコレアイ（テレビ埼玉）

### ラジオ
- 9ヂカラ（KBCラジオ、月曜日パーソナリティ）

### 映画
- ロッカーズ（2003年）OL役

### イベント
- のおがた夏まつり 総合司会
相方となる男性は『ドォーモ』の中島浩二やBUTCHなど、毎年変わっているが、女性については萬田が地元であり、かつ『ドォーモ』で高い知名度を有していることから、ここ数年は萬田の指定席となっていた。